# 출처 필요

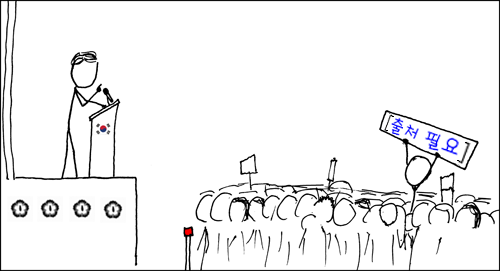
xkcd 웹만화의 "Wikipedian Protester" 제목의 만화에서 시위를 비유했다.

일반적으로 ()와 같은 형식으로 나타내는 "출처 필요"는 위키백과에서 출처가 필요한 문서에 붙는 편집 표시이다.

## 위키백과에서의 사용
위키백과의 정책에 따라 편집자들은 내용에 대해 정확성과 중립성을 보장하고 독자 연구의 의심을 피하기 위해 출처 인용을 추가해야 한다. 태그는 "{{출처}}"로 된 틀을 위키백과 문서에 인용이나 출처가 의심스러운 부분에 추가한다.

## 다른 사용
2007년 7월 4일에 웹만화인 xkcd에서 정치 연설에서 "출처 필요" 표시를 들고 시위하는 모습을 묘사하는 만화를 내놓았다.